# Jurre Bosman
Jurre Bosman (Enschede, 6 juli 1977) is een Nederlands presentator en oud radio dj. Hij presenteerde onder andere Nieuws? Uit de natuur! en het Schooltv-weekjournaal. Ook presenteerde hij tussen september 1995 en augustus 1999 voor de TROS op de destijds vaste uitzenddag De zinderende zaterdag op Radio 3FM o.a. als sidekick van dj Rob van Someren in het radioprogramma Somertijd en als invaller samen met Daniel Dekker de publieke hitlijst Mega Top 50.

## Geschiedenis
Bosman is op jonge leeftijd begonnen als presentator bij de ziekenomroep in Enschede en bij Enschede FM, dat tegenwoordig 1Twente heet. Naast zijn schoolcarrière aan het gymnasium is Bosman eveneens presentator bij RTV Oost. Na het behalen van zijn diploma vertrekt hij naar Hilversum. Hij was jaren eindredacteur bij de NPS (later NTR). Ook presenteerde hij vanaf 2 september 1995 tot augustus 1999 enkele radioprogramma's en was hij invaller op De zinderende zaterdag bij de TROS op 3FM.

## NPO Radio en NPO Audio
In oktober 2014 startte Bosman als zendermanager van NPO Radio 2 en NPO Radio 5, waar hij de functie overnam van Kees Toering. In eerste instantie zou hij de functie tijdelijk vervullen, maar al snel werd de functie definitief.
In november 2016 werd Bosman directeur Audio bij de NPO, waarmee hij Jan Westerhof opvolgde.